# Аллен, Джош (игрок в американский футбол, 1996)
Джошуа Патрик Аллен (англ. Joshua Patrick Allen, 21 мая 1996, Файрбо, Калифорния) — американский футболист, квотербек клуба НФЛ «Баффало Биллс». На студенческом уровне выступал за команду Вайомингского университета. На драфте НФЛ 2018 года был выбран под общим седьмым номером.

## Биография

### Ранние годы
Джош Аллен родился 21 мая 1996 года в Файрбо, фермерском городке в 40 милях к западу от Фресно. Его прадед Арвид эмигрировал в США из Швеции в 1907 году. Дед Джоша, Базз Аллен, в 1975 году основал семейную ферму и играл заметную роль в жизни города. В его честь назван спортивный зал местной школы. Сам он был старшим из четырёх детей Джоэла и Лавонн Алленов. В детстве Джош играл в бейсбол, баскетбол, футбол, гольф, занимался гимнастикой, карате и плаванием. Также он был болельщиком студенческой команды «Фресно Стейт Буллдогс».
После окончания школы Аллен не получил предложений спортивной стипендии. В университете Калифорнии в Сан-Диего его готовы были принять на общих основаниях, но тренер футбольной команды Рокки Лонг не гарантировал Джошу игровое время. В результате он поступил в общественный колледж города Ридли.

### Любительская карьера
Сезон 2014 года Аллен отыграл за команду колледжа Ридли. В играх турнира он сделал 26 пасовых тачдаунов, заняв седьмое место среди квотербеков подготовительных колледжей Калифорнии. По количеству набранных пасовых ярдов он занял двадцатое место. Его игра привлекла внимание главного тренера команды Вайомингского университета Крейга Бола, и перед началом следующего сезона Джош перешёл в другое учебное заведение. Чемпионат 2015 года он начинал в статусе второго квотербека «Вайоминг Каубойс» после Кэмерона Коффмана. В матче открытия сезона Коффман травмировал ногу, и его место занял Аллен. В своём втором матче за команду Джош в жёстком стыке с защитником получил тяжёлый перелом ключицы и пропустил оставшиеся матчи. 
В 2016 году Аллен вернулся на позицию стартового квотербека. В играх сезона он набрал 3 203 ярда, сделал 28 тачдаунов при 15 перехватах. «Вайоминг» выиграл Западный дивизион конференции Маунтин Вест, а в финальной игре уступил «Сан-Диего Стейт Ацтекс». Последний сезон студенческой карьеры Джош закончил с 1 812 пасовыми ярдами, 16 тачдаунами и 6 перехватами. В игре Феймес Айдахо Потейто Боул он сделал три пасовых тачдауна в первой четверти, позже был признан самым ценным игроком матча. Суммарно за время выступлений за Вайоминг он набрал  5 066 ярдов пасом и 767 ярдов на выносе. В декабре Аллен получил диплом бакалавра в области социологии. В начале 2018 года он принял участие в Матче звёзд выпускников колледжей и показательных тренировках для скаутов команд НФЛ в Индианаполисе.

#### Статистика выступлений в чемпионате NCAA
| Сезон | Команда          | Игры | Пас | Пас | Пас  | Пас   | Пас | Пас | Пас | Пас   | Вынос | Вынос | Вынос | Вынос |
| Сезон | Команда          | Игры | Cmp | Att | Pct  | Yds   | Y/A | TD  | Int | Rtg   | Att   | Yds   | Avg   | TD    |
| ----- | ---------------- | ---- | --- | --- | ---- | ----- | --- | --- | --- | ----- | ----- | ----- | ----- | ----- |
| 2015  | Вайоминг Каубойс | 2    | 4   | 6   | 66,7 | 51    | 8,5 | 0   | 0   | 138,1 | 3     | 40    | 13,3  | 0     |
| 2016  | Вайоминг Каубойс | 14   | 209 | 373 | 56,0 | 3 203 | 8,6 | 28  | 15  | 144,9 | 142   | 523   | 3,7   | 7     |
| 2017  | Вайоминг Каубойс | 11   | 152 | 270 | 56,3 | 1 812 | 6,7 | 16  | 6   | 127,8 | 92    | 204   | 2,2   | 5     |
| Всего | Всего            | 27   | 365 | 649 | 56,2 | 5 066 | 7,8 | 44  | 21  | 137,7 | 239   | 773   | 3,2   | 12    |

### Профессиональная карьера
Перед драфтом НФЛ 2018 года сильными сторонами Аллена называли силу руки, позволяющую бросать передачи на 60 и более ярдов, высокую скорость и мобильность, физические данные. К недостаткам относили сравнительно невысокую точность, неуверенность при игре в «конверте», ошибки при чтении действий защиты и коротких передачах в центральную часть поля. На драфте Джош был выбран «Баффало Биллс» под общим седьмым номером. Контракт с клубом он подписал 25 июля 2018 года.
В своём дебютном сезоне Аллен сыграл в двенадцати матчах регулярного чемпионата, одиннадцать из них он начал в стартовом составе, из которого вытеснил Нейтана Питермана. Джош набрал 2 074 пасовых ярда, сделал 10 тачдаунов при 12 перехватах. При этом отмечалось, что на его статистику существенно повлияла слабая игра линии нападения команды и её принимающих. При этом он стал самым результативным игроком «Биллс» на выносе, набрав 631 ярд. На второй год выступлений Джош улучшил свою игру в пас: показатель точности передач вырос с 52,8 % до 58,8 %, он сделал в два раза больше тачдаунов и снизил число перехватов. Он также стал сильнее в принятии решений на поле, став чаще находить открытых ресиверов и меньше выносить мяч самостоятельно.

#### Статистика выступлений в НФЛ

##### Регулярный чемпионат
| Сезон | Команда       | Игры | Пас | Пас   | Пас  | Пас   | Пас | Пас | Пас | Пас   | Вынос | Вынос | Вынос | Вынос |
| Сезон | Команда       | Игры | Cmp | Att   | Pct  | Yds   | Y/A | TD  | Int | Rtg   | Att   | Yds   | Avg   | TD    |
| ----- | ------------- | ---- | --- | ----- | ---- | ----- | --- | --- | --- | ----- | ----- | ----- | ----- | ----- |
| 2018  | Баффало Биллс | 12   | 169 | 320   | 52,8 | 2 074 | 6,5 | 10  | 12  | 67,9  | 89    | 631   | 7,1   | 8     |
| 2019  | Баффало Биллс | 16   | 271 | 461   | 58,8 | 3 089 | 6,7 | 20  | 9   | 85,3  | 109   | 510   | 4,7   | 9     |
| 2020  | Баффало Биллс | 8    | 186 | 277   | 67,1 | 2 172 | 7,8 | 16  | 5   | 102,4 | 58    | 227   | 3,9   | 4     |
| Всего | Всего         | 36   | 626 | 1 058 | 59,2 | 7 335 | 6,9 | 46  | 26  | 84,5  | 256   | 1 368 | 5,3   | 21    |

- На 3 ноября 2020 года

##### Плей-офф
| Сезон | Команда       | Игры | Пас | Пас | Пас  | Пас | Пас | Пас | Пас | Пас  | Вынос | Вынос | Вынос | Вынос |
| Сезон | Команда       | Игры | Cmp | Att | Pct  | Yds | Y/A | TD  | Int | Rtg  | Att   | Yds   | Avg   | TD    |
| ----- | ------------- | ---- | --- | --- | ---- | --- | --- | --- | --- | ---- | ----- | ----- | ----- | ----- |
| 2019  | Баффало Биллс | 1    | 24  | 46  | 52,2 | 264 | 5,7 | 0   | 0   | 69,5 | 9     | 92    | 10,2  | 0     |
| Всего | Всего         | 1    | 24  | 46  | 52,2 | 264 | 5,7 | 0   | 0   | 69,5 | 9     | 92    | 10,2  | 0     |